# Bou Argoub
Bou Argoub (in arabo بوعرقوب‎?) è una città della Tunisia che fa parte del governatorato di Nabeul.
È una municipalità di 10.311 abitanti, situata nella piana di Grombalia, all'inizio della penisola di Capo Bon.
È conosciuta per il vino Château Bou Argoub, compreso nella denominazione di origine controllata Mornag.